# Brug 687
Brug 687 is een bouwkundig kunstwerk.
Deze zogenaamde duikerbrug is gelegen in de Heemstedestraat en werd gebouwd in 1959, toen deze straat vanaf het Hoofddorpplein naar het westen toe werd doorgetrokken. Die straat lag in 1957 nog als een landelijke weg tussen wat eerder landerijen en plassen waren en dan opgespoten bouwterrein. De straat liep in een kaarsrechte lijn van het plein naar de ringspoorbaan. Het dijklichaam van die ringspoorbaan behoefde aan beide zijden een afwateringstocht, die overgestoken moest worden. Er werd gekozen voor een duiker met aan de oostzijde een lange aanloop. Het ontwerp van de duiker is afkomstig van de Publieke Werken, de specifieke architect is onbekend. In verband met de forse stadsuitbreiding werkten meerdere personen aan de benodigde kunstwerken. De brug is bovengronds circa 39 meter lang, maar de te overspannen duiker is nauwelijks 3 meter breed, maar zelf wel weer 33 meter lang. De opzet was in 1959 een rijweg met aan beide zijden een voetpad en rijwielpad. Bij de aanleg van de westwaartse verlenging van tram 2 in 1975 kwam een herindeling. De trambaan verscheen in een nieuw aangelegde middenberm, oorspronkelijk met siersteen, daarna asfalt en naderhand in het gras. Aan weerszijden kwamen stroken voor auto’s, fietsers en voetgangers waarbij de klinkerbestrating werd vervangen door asfalt. Opvallend zijn de balustrades annex leuningen; deze lijken op abstracte sculpturen. 
In 1960 werd er nog druk gebouwd aan woningen tussen de Westlandgracht en de ringspoorbaan. De brug lag toen opvallend in het landschap. De nogal forse duikerbrug is anno 2022 nauwelijks terug te zien kijken vanaf de rijweg. Er werd vanaf 1982 gebouwd aan de Heemstedespoorbrug in de Schiphollijn en weer later aan de Heemstedespoorbrug in de ringlijn van de Amsterdamse metro. Aan de andere zijde van de ringspoorbaan kreeg de straat een andere naam Plesmanlaan en ook een duikerbrug, brug 710.  

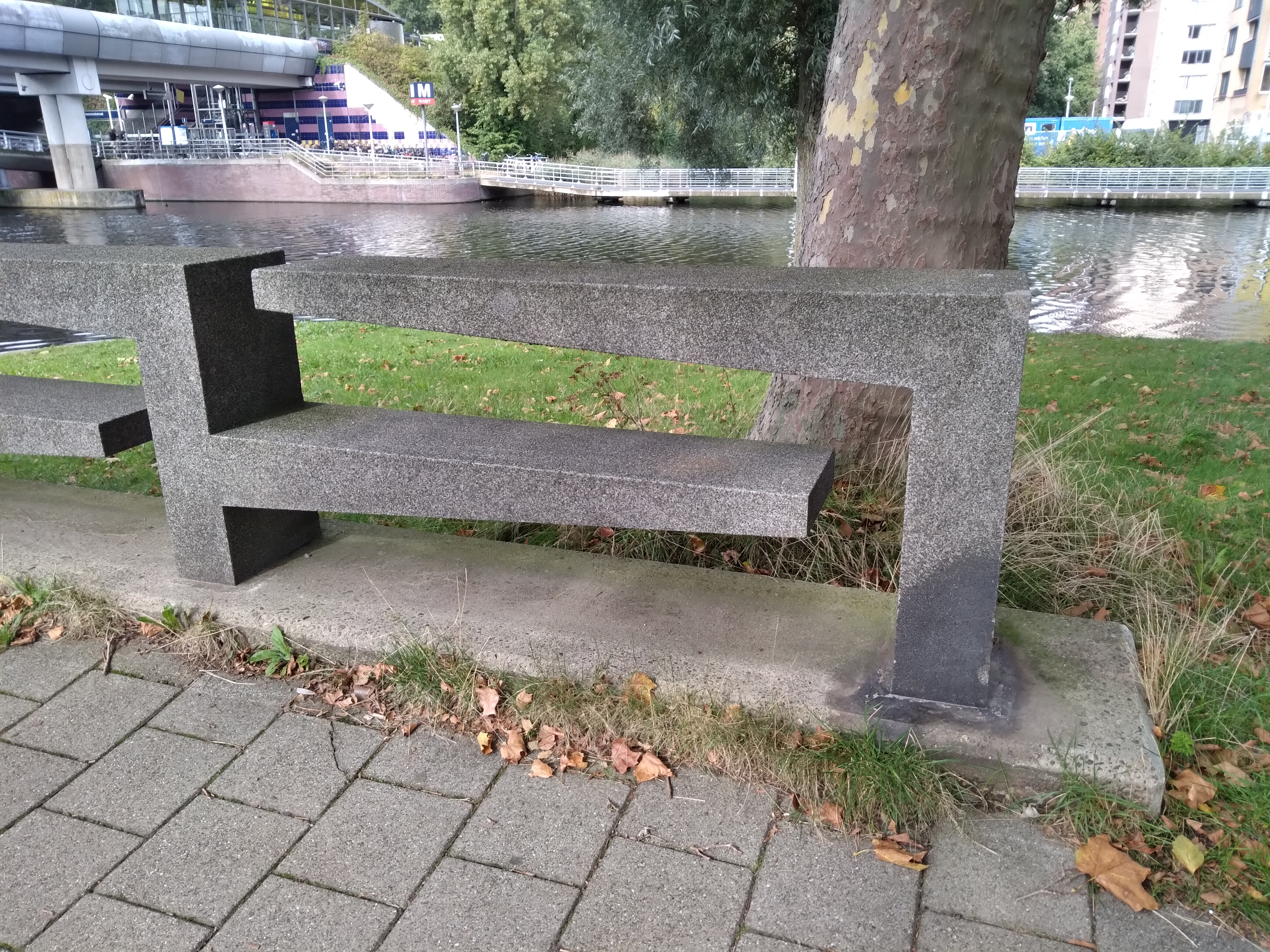
balustrade van brug 687 (oktober 2021)

<<< · 600 · 601 · 602 · 603 · 604 · 605 · 606 · 607 · 608 · 609 · 610 · 611 · 612 · 613 · 614 · 615 · 616 · 617 · 618 · 619 · 620 · 621 · 622 · 623 · 624 · 626 · 627 · 628 · 629 · 630 · 631 · 632 · 633 · 634 · 635 · 636 · 637 · 638 · 639 · 643 · 651 · 652 · 653 · 655 · 656 · 657 · 658 · 659 · 660 · 661 · 662 · 663 · 664 · 665 · 666 · 667 · 668 · 669 · 670 · 671 · 673 · 674 · 675 · 676 · 677 · 678 · 679 · 681 · 682 · 683 · 684 · 685 · 687 · 688 · 689 · 690 · 691 · 692 · 695 · 696 · 699 · >>>
Verdwenen brugnummers: 625 (afgebroken brug Sam van Houtenstraat), 640, 644, 645, 646, 647, 648, 650, 672 (duiker Cornelis Lelylaan, Rembrandtpark), 694, 698.
Nooit gebouwd: 649, 680 (nooit gebouwde brug Sloterplas).
Brugnummers 641, 642, 654, 686, 693, 694 en 697 zijn onbekend.